# Hikaru no Go
Hikaru no Go (jap. ヒカルの碁) ist eine abgeschlossene Manga-Serie von der Autorin Yumi Hotta und Zeichner Takeshi Obata. Das Werk handelt vom 2000 Jahre alten chinesischen (und später auch in Japan vertretenen) Brettspiel Go und jugendlichen Go-Spielern.

## Handlung
Der 12-jährige Hikaru Shindo bringt schlechte Schulnoten nach Hause und bekommt dafür das Taschengeld gestrichen. Deshalb sucht er auf dem Dachboden seines Großvaters nach Krempel, den er zu Geld machen kann. Dabei findet er einen alten Go-Tisch. In diesem Go-Tisch wohnt ein Geist, Fujiwara no Sai, der die Chance ergreift und sich in Hikarus Bewusstsein einnistet, um der „Hand Gottes“, einem in allen Aspekten vollkommenen Go-Spiel, näherzukommen. Hikaru ist davon überhaupt nicht begeistert, da Go als Spiel für alte Männer gilt. Sai zuliebe geht er aber doch mal in einen Go-Club und trifft dort auf den 12-jährigen Akira Tohya, den Sohn des zu der Zeit dreifachen Titelträgers Koyo Tohya. Akira ist ein Naturtalent und hätte eigentlich schon längst Profispieler werden können, jedoch kommt er gegen Sais Spiel nicht an. Getrieben von dem Gedanken, selbst so gut wie Akira zu werden, wächst Hikarus Interesse an Go, so dass er immer tiefer in das alte asiatische Brettspiel eintaucht.

## Figuren
Hikaru Shindo (進藤 ヒカル Shindō Hikaru)Hikaru ist zuerst weder von Go noch von Sai sonderlich begeistert. Doch mit der Zeit spürt er den Drang, selbst spielen zu wollen. Und Sai merkt langsam, warum er ausgerechnet bei Hikaru gelandet ist.
Fujiwara no Sai (藤原 佐為)Sai lebte in der Heian-Ära (794–1185). Er war Go-Lehrer des Kaisers und lebte nicht schlecht, doch konkurrierte der zweite Lehrer des Kaisers mit ihm. Letztlich wurde Sai von ihm zu einem ultimativen Spiel herausgefordert, das entscheiden sollte, wer Lehrer bleibt. Der andere Lehrer konnte es durch Betrügereien für sich entscheiden, mit der Folge, dass Sai aus dem Palast verbannt wurde. Er hatte nun keinen Grund mehr zu leben und ertränkte sich. Als Geist existierte er jedoch weiter, weil es ihm noch nicht gelungen war, mit „der Hand Gottes“ zu spielen. Er begleitete als Geist auch den legendären Go-Spieler Honinbō Shūsaku.
Akira Tohya (塔矢 アキラ Tōya Akira)Sohn von Koyo Tohya, dem vierfachen Titelträger. Sein ganzes Leben ist auf Go ausgerichtet: Wenn andere Kinder herumtoben, spielt er Go.
Koyo Tohya (塔矢 行洋 Tōya Kōyō), Ehrentitel: Meijin (名人)Er ist der vermutlich stärkste Go-Spieler nach Sai. Genauso wie Sai ist er auf der Suche nach der „Hand Gottes“.

## Veröffentlichung
Der Manga wurde unter der Beratung durch die Go-Spielerin Yukari Umezawa geschaffen. Hikaru no Go erschien in Japan von 1998 bis 2003 als Einzelkapitel im Manga-Magazin Weekly Shonen Jump des Shūeisha-Verlags. Diese Einzelkapitel wurden auch in 23 Sammelbänden zusammengefasst.
Auf Deutsch erschien ein Teil der Manga-Serie von November 2003 bis Dezember 2005 bei Carlsen Comics im mittlerweile eingestellten BANZAI!-Magazin. Der Verlag veröffentlicht die Serie außerdem in bisher 23 Sammelbänden. Außerdem erschien unter anderem eine englische Fassung bei Viz Media, eine italienische bei Planet Manga und eine französische bei Editions Tonkam.

## Adaptionen

### Anime
Auf der Grundlage der Manga-Serie entstand eine Anime-Fernsehserie mit 75 Folgen bei Studio Pierrot. Regie führte Susumu Nishizawa, das Charakterdesign entwarf Hideyuki Motohashi und künstlerischer Leiter war Sawako Takagi. Die Serie wurde vom 10. Oktober 2001 bis zum 26. März 2003 auf dem japanischen Fernsehsender TV Tokyo ausgestrahlt. Nach jeder Episode folgte der wenige Minuten dauernde Go-Kurs Go Go Igo! mit der Profi-Spielerin Yukari Umezawa und zwei Schülern, die gemeinsam mit den Zuschauern das Go-Spiel näher kennenlernen. Später folgte eine Wiederholung bei Kids Station.
Da die Anime-Serie einen offenen Schluss hat, wurde im Januar 2004 ein zusätzliches 77-minütiges Neujahrs-Special namens Hikaru no Go: Hokuto-hai e no Michi (ヒカルの碁 北斗杯への道) gezeigt, das den Anime allerdings auch nicht eindeutig abschließt.
Die Serie wurde unter anderem ins Englische, Französische und Tagalog übersetzt.

#### Synchronisation
| Rolle         | Japanischer Sprecher (Seiyū) |
| ------------- | ---------------------------- |
| Hikaru Shindo | Tomoko Kawakami              |
| Sai Fujiwara  | Susumu Chiba                 |
| Akira Tohya   | Sanae Kobayashi              |

#### Musik
Die Musik der Serie wurde komponiert von Kei Wakakusa. Die Vorspanntitel sind
- Get Over von dream
- I'll Be the One von HAL
- Fantasy von Nana Katase

Für die Abspanne verwendete man folgende Lieder
- Bokura no Bouken von Kids Alive
- Hitomi no Chikara von Mizuki Arisa
- Sincerely ~ever dream~ von dream
- Days von shela
- Music is My Thing von Dream
- Get Over ~Special Mix~ von dream

### Videospiele
Von Hikaru no Go wurden auch mehrere Videospiele für verschiedene Konsolen produziert.

### Realverfilmung
Im Oktober 2020 begann der chinesische Video-on-Demand-Anbieter IQiyi mit der Ausstrahlung einer 36-teiligen Realfilm-Umsetzung der Manga-Serie unter der Regie von Liu Chang.
Diese Adaption spielt statt in Japan in China und bietet eine ähnliche, aber dennoch leicht andere Geschichte mit chinesischen Anpassungen der ursprünglichen Hauptfiguren, sowie zahlreicher Charaktere und Handlungsbögen, die in der ursprünglichen Geschichte nicht vorhanden sind.

## Auszeichnungen
Hikaru no Go gewann im Jahr 2000 den 45. Shōgakukan-Manga-Preis in der Kategorie Shōnen. Im Jahr 2003 gewann der Manga den siebten Osamu-Tezuka-Kulturpreis in der Kategorie Newcomer-Preis, nachdem er im Vorjahr bereits für den Preis nominiert gewesen war.

## Rezeption
Laut Irene Salzmann von Splashcomics bietet der Manga trotz geringer Erwartungen an ein Werk über Go-Spieler eine spannende, realistische Handlung und sympathische Charaktere. Dazu kämen die schönen Zeichnungen von Takeshi Obata und eine auf Anfänger abgestimmte Einführung in das Go-Spiel. Hikaru no Go sei ein häufig unterschätztes Werk, das sich vor allem an Jungen ab zehn Jahren richte.